# Alice Gale
Alice Gale (5 de dezembro de 1858 – 27 de março de 1941)[carece de fontes?] foi uma atriz norte-americana. Ela fez aparições em 11 filmes entre 1916 e 1919.

## Filmografia selecionada
- L' Apache (1919)
- The Birth of a Race (1918)
- Magda (1917)
- Camille (1917)
- To-Day (1917)
- Heart and Soul (1917)
- Her Greatest Love (1917)
- The New York Peacock (1917)
- The Darling of Paris (1917)
- Romeo and Juliet (1916)
- Sins of Men (1916)